# Saint-Hilaire-sur-Helpe
Saint-Hilaire-sur-Helpe là một xã ở tỉnh Nord ở miền bắc nước Pháp. Xã này có diện tích 15,41 km², dân số năm 1999 là 812 người. Khu vực này có độ cao trung bình 120 mét trên mực nước biển.